# Nyctalus azoreum
Espèce
Statut de conservation UICN

 VU  : Vulnérable
La Noctule des Açores (Nyctalus azoreum) est une espèce de chauves-souris trouvée dans les forêts sèches des Açores. C'est la seule espèce de mammifères endémique aux Açores. Elle a été observée dans la plupart des îles de cet archipel ; elle demeure courante dans certaines, mais est rare dans d'autres. L'espèce est menacée par la perte de son habitat imputable à l'homme, et les populations restantes sont assez fragmentées. On sait qu'elle passe la nuit dans des arbres creux, des bâtiments et des cavernes.
Apparentée à la noctule de Leisler très répandue, la noctule des Açores était considérée par le passé comme une sous-espèce de cette espèce. D'après des études génétiques, elle est née récemment des noctules de Leisler qui ont colonisé les Açores et elle présente peu de divergence génétique avec l'espèce-mère. Elle est toutefois bien plus petite que la noctule de Leisler, pèse moins qu'elle, a une fourrure plus sombre et émet ses sons d'écholocation à une fréquence d'environ 4 à 5 Hz plus élevée que celle des sons de l'espèce-mère et est d'ordinaire traitée comme une espèce distincte.
La noctule des Açores est la seule espèce connue de chauves-souris qui chasse les insectes surtout de jour, mais on a découvert qu'une population de pipistrelles sopranes du nord de l'Italie le faisait aussi. On a émis l'hypothèse que les noctules des Açores pouvaient chasser le jour grâce à l'absence d'oiseaux prédateurs dans les Açores, car on pense que les autres chauves-souris chassent la nuit afin d'éviter des oiseaux prédateurs comme les buses et les faucons. Les noctules des Açores semblent présenter encore un comportement anti-prédateur, telle la sortie de leur aire de repos en groupe, mais il peut s'agir d'un comportement de chasse ou de protection contre des prédateurs non aviaires tels que des rats.
Cette noctule est considérée comme une espèce en danger par l'Union internationale pour la conservation de la nature.